# Ай-ді (династія Тан)
Ай-ді (кит.: 哀帝; піньїнь: Ai di), особисте ім'я Лі Цзо (кит.: 李祚; піньїнь: Lǐ Zuò), храмове ім'я Цзінцзун (кит.: 景宗; піньїнь: Jǐngzōng; 27 вересня 892 —26 березня 908) — останній імператор династії Тан у 904–907 роках.

## Життєпис
Народився 27 вересня 892 року у родині імператора Чжао-цзуна. 897 року став князем Хуей. Після загибелі батька взяв ім'я Лі Чжу та став імператором Ай-ді.
Фактично не правив самостійно. На чолі держави стояв канцлер Чжу Вень разом із впливовими цзєдуши. У 905 році було страчено або наказано накласти на себе руки найбільш впливовим сановника. Після цього вплив Чжу Веня ще більше зріс. Він зрештою у 907 році відсторонив Ай-ді від влади та відправив до міста Лоян. Тоді ж замість титулу імператора отримав титул князя Цзіїна. Втім вже у 908 році колишнього імператора було отруєно за наказом Чжу Веня, який оголосив про створення власної династії, що отримала назву Пізня Лян.